# 巴西互联网
巴西互聯網於1988年啟用，2011年，巴西有8900萬人為網民，佔全體人口45％，在全球排名第五。

## 使用情況
.br為巴西國家及地區頂級域的域名，由巴西互聯網指導委員會管理。在2012年4月，巴西國內使用了48572160個IPv4位址（每1000人約擁有236個），在全球排名第10位。
2010年，巴西國內有13266310個固定寬頻用戶（每1000人中有約68人），在全球排名第9。2011年，巴西國內有23,456,00台互聯網主機，在全球排名第四。
在巴西，互聯網是官民流行的溝通媒介，亦是政府收稅的方式之一，例如99％的所得稅是在網上徵收。巴西網上很流行門戶網站、社交網絡、搜索引擎 、即時通訊等等的網上服務，例如Globo.com、谷歌、Facebook、MSN Messenger等。

## 光纖到戶服務
西班牙電信在聖保羅推出了光纖到戶服務，速度介符30-100Mbit/s；據報導，西班牙電信有400000個住戶用戶，20,000個簽約用戶。到2011年底，西班牙電信計劃在2015年將覆蓋率提高到大約100萬個家庭。巴西電信亦提供同類服務，速度達100 Mbit/s，在巴西的10個州提供服務。地球村電信在56個城市提供光纖到戶服務，包括阿雷格里港、庫里蒂巴、貝洛奧里藏特等，速度達100 Mbit/s。